# Teleutaea corniculata
Teleutaea corniculata là một loài tò vò trong họ Ichneumonidae.